# Michael Tilson Thomas
Michael Tilson Thomas, (Los Angeles, 1944. december 21. –) amerikai karmester, zongoraművész, zeneszerző. A Miami Beach-i Zeneakadémia vezetője, a New World Symphony művészeti igazgatója, a San Francisco Symphony zeneigazgatója. A London Symphony Orchestra karmester-díjazottja. Ő vezette a Houston Symphony Zenekart és kórust Beethoven 9. szimfóniája előadásán 2024. november 14-én.

## Pályafutása
Tilson Thomas Los Angelesben született Ted és Roberta Thomas, a Broadway színpadi menedzsere, illetve egy középiskolai történelemtanár gyermekeként. A híres jiddis színházi sztárok, Boris Thomashefsky és Bessie Thomashefsky unokája, akik a manhattani jiddis színházi negyedben léptek fel. A családi tehetség Tilson Thomas dédnagyapjához, a színész-drámaíróhoz nyúlik vissza, előtte pedig a kántorok hosszú sorához. Tilson Thomas (Ted) apja, Theodor Herzl Tomashefsky költő és festő volt.
Tilson Thomas a Dél-Kaliforniai Egyetemen John Crowtól tanult zongorázni, Ingolf Dahltól pedig zeneszerzést és karmesterséget. Fiatal zongoraművészként 1963-ban többek között Los Angelesben játszott Grigorij Pavlovics Pjatyigorszkijjal és Jasha Heifetzsel is. Igor Stravinsky felügyelete alatt részt vett a Tavaszi áldozat (Le sacre du printemps, 1913) négykezes zongorás verziójának világpremierje felvételén.
1966-ban segédkarmester volt Bayreuthban. 1969-ben elnyerte a  Serge Koussevitzky-díjat Tanglewoodban. 1973-ban a Buffalo Philharmonic Orchestra vezető karmestere lett, és rendszeresen vezényelte a Bostoni Szimfonikus Zenekart, A Londoni Szimfonikus Zenekart és a Los Angeles-i Filharmonikusokat.
1990-ben adta elő az Anne Frank naplójából című szerzeményét.
2024-ben agydaganatot diagnosztizáltak nála. Megoperálták. 2025. februárjában bejelentette, hogy az agydaganat visszatért.

## Albumok
- Adam: Giselle − London Symphony Orchestra & Michael Tilson Thomas, 1987
- Adams, Harmonielehre/Short Ride in a Fast Machine − San Francisco Symphony/Tilson Thomas, 2012 San Francisco Symphony, 2013
- Beethoven: Symphony No. 5 and Piano Concerto No. 4 − San Francisco Symphony/Michael Tilson Thomas/Emanuel Ax, 2011 San Francisco Symphony
- Beethoven: Late Choral Music − John McCarthy/London Symphony Orchestra/Michael Tilson Thomas, The Ambrosian Singers, 1975
- Berlioz: Symphonie Fantastique, Lélio ou le retour à la vie − Michael Tilson Thomas/San Francisco Symphony & Chorus, 2004
- Bernstein, On the town − Tilson Thomas/Von Stade/Ramey, 1992
- Copland: Appalachian Spring, Billy the Kid & Rodeo − Michael Tilson Thomas & San Francisco Symphony, 2005
- Copland: Old American Songs, Canticle of Freedom, Four Motets − Jerold D. Ottley/Michael Tilson Thomas/Mormon Tabernacle Choir/Utah Symphony Orchestra, 1987
- Debussy: Le Martyre de Saint Sébastien − Michael Tilson Thomas & London Symphony Orchestra, 1992
- Debussy: Jeux, la Boite a Joujoux, Prelude a L'Apres Midi D'Un Faune − Michael Tilson Thomas & London Symphony Orchestra, 1992
- George Gershwin: Rhapsody In Blue, An American In Paris & Broadway Overtures − Buffalo Philharmonic/Michael Tilson Thomas, 1976/1985
- Ives: Symphonies Nos. 1 & 4 − Chicago Symphony Chorus/Chicago Symphony Orchestra/Michael Tilson Thomas, 1991
- Ives: Holidays (Symphony) − The Unaswered Question − Central Park In the Dark − Chicago Symphony Orchestra & Michael Tilson Thomas, 1988
- Gustav Mahler: Symphony No. 1 in D Major − Michael Tilson Thomas & San Francisco Symphony, 2002 San Francisco Symphony
- Mahler: Symphony No. 2 in C Minor − Isabel Bayrakdarian/Lorraine Hunt Lieberson/Michael Tilson Thomas/San Francisco Symphony & Chorus, 2004
- Mahler, Symphony No. 3 in D Minor/Kindertotenlieder − Tilson Thomas/DeYoung/San Francisco Symphony, 2004
- Mahler: Symphony No. 5 − Michael Tilson Thomas & San Francisco Symphony, 2006
- Mahler, Symphony No. 6 in A Minor − Tilson Thomas/San Francisco Symphony, 2002
- Mahler, Symphony No. 7 − Tilson Thomas/San Francisco Symphony, 2007
- Mahler: Symphony No. 7 − Michael Tilson Thomas/London Symphony Orchestra/Ian Bousfield, 1999
- Mahler, Symphony No. 8 In E−Flat Major & Adagio from Symphony No. 10 − Tilson Thomas/San Francisco Symphony & Chorus, 2009
- Carl Orff: Carmina Burana − Cleveland Orchestra/Judith Blegen/Kenneth Riegel/Michael Tilson Thomas/Peter Binder, 1975
- Szergej Szergejevics Prokofjev, Romeo és Julia: Scenes From The Ballet − Tilson Thomas/San Francisco Symphony, 1996
- Prokofiev: Concertos for Piano and Orchestra Nos. 1 & 2 − London Symphony Orchestra/Michael Tilson Thomas/Vladimir Feltsman, 1989
- Puccini: Tosca − Eva MartonSarah Vaughan, Gershwin Live! /Hungarian State Orchestra/José Carreras/Juan Pons/Michael Tilson Thomas, 1990
- Ruggles: Sun Treader − Schuman: Violin Concerto − Piston: Symphony No. 2 − Boston Pops Orchestra/Michael Tilson Thomas/Paul Zukofsky, 2007
- Jean Sibelius: Violin Concerto/Chausson: Poeme − London Symphony Orchestra, Michael Tilson Thomas & Nadja Salerno−Sonnenberg, 1993
- Igor Stravinsky, Firebird/Rite Of Spring/Persephone − Tilson Thomas, San Francisco SO, 1999
- Stravinsky: Symphony of Psalms, Symphony In C & Symphony In Three Movements − Michael Tilson Thomas & London Symphony Orchestra, 1993
- Pjotr Iljics Csajkovszkij: Symphony No. 1 "Winter Dreams"; Claude Debussy: Images − Boston Pops Orchestra & Michael Tilson Thomas, 1971
- Heitor Villa-Lobos: Alma Brasileira − Michael Tilson Thomas & New World Symphony, 1996
- Kurt Weill, The Seven Deadly Sins and The Threepenny Opera − Michael Tilson Thomas/London Symphony Orchestra/Julia Migenes, 1988
- Sarah Vaughan, Gershwin Live! − Tilson Thomas, Los Angeles Philharmonic Orchestra, 1983
- Elvis Costello: Il Sogno − London Symphony Orchestra & Michael Tilson Thomas, 2004

## Filmek
- Michael Tilson Thomas az IMDb-n

## Grammy-díjak
- 2021: Conducting San Francisco Symphony, performing From the Diary of Anne Frank & Meditations on Rilke
- 2013: Conducting San Francisco Symphony, performing Adams: Harmonielehre & Short Ride in a Fast Machine
- 2006: Conducting San Francisco Symphony, performing Mahler: Symphony No. 7.
- 2003: Conducting the San Francisco Symphony, performing Mahler: Symphony No. 6.
- 2000: Conducting the Ragazzi, the Peninsula Boys Chorus, the San Francisco Girls Chorus, the San Francisco Symphony and Chorus, performing Stravinsky: The Firebird; The Rite of Spring; Perséphone.
- 1997: Conducting the San Francisco Symphony, performing Szergej Szergejevics Prokofjev: Romeo és Julia

### Klasszikus albumok
- 2010: Conducting San Francisco Symphony, performing Mahler: Symphony No. 8.
- 2006: Conducting San Francisco Symphony, performing Mahler: Symphony No. 7.
- 2004: Conducting San Francisco Symphony, performing Mahler: Symphony No. 3.
- 2000: Conducting the Ragazzi, the Peninsula Boy Chorus, the San Francisco Girls Chorus, the San Francisco Symphony and Chorus, performing Stravinsky: The Firebird; The Rite of Spring; Perséphone

### Kórusművek
- 2010: Conducting San Francisco Symphony, performing Mahler: Symphony No. 8.
- 1976: Conducting the Cleveland Boys Choir and Cleveland Orchestra Chorus;  Carl Orff: Carmina Burana

## Egyéb díjak
- National Medal of Arts
- Honorary doctor of the University of Miami
- Ditson Conductor's Award